# Cadillac Series 370
Der Series 370 ist ein von Oktober 1930 bis Ende 1934 gebautes Modell des US-amerikanischen Autoherstellers Cadillac mit V12-Motor.

## Modellgeschichte
Im Oktober 1930 lancierte Cadillac als neue mittlere Modellreihe zwischen dem Series 355 mit V8-Motor und dem Cadillac V-16 die Baureihe Series 370 mit V12-Maschine; die Modellbezeichnung entspricht (etwa) dem Hubraum des Motors gemessen in Kubikzoll.
Im ersten Modelljahr 1931 (Series 370-A) wurden auf zwei unterschiedlichen Radständen (140/143 Zoll bzw. 355,6/363,2 cm) 6 unterschiedliche Versionen mit Karosserien der zu General Motors gehörenden Karosseriebauers Fisher sowie etwa 25 Varianten mit Fleetwood-Karosserie angeboten. Für Sonderaufbauten stand ein Chassis mit einem Radstand von 386,1 cm zur Verfügung. Preislich lag der 370 rund 1100 Dollar über den V8-Modellen und gut 3000 Dollar oder mehr unter dem exklusiven V-16.
Der 45°-V12 (Bohrung × Hub: 79,4 × 101,6 mm) war eine um vier Zylinder gekürzte Version des 1928 eingeführten V-16 mit etwas höherer Bohrung und leistete 135 PS.
1932 (Series 370-B) wurden vom Zwölfzylinder 4 Versionen (Roadster, Cabrio, Coupé, Standard-Limousine) mit Fisher-Karosserien auf dem kurzen Radstand der Achtzylinder-Series 355 angeboten (340,4 cm), ferner 9 Fisher-Versionen und 22 Fleetwood-Modelle auf dem bekannten Radstand von 355,6 cm; der Radstand von 363,2 cm entfiel. Die Langversion des Chassis für Sonderaufbauten blieb im Programm.
Der Jahrgang 1933 (Series 370-C) unterschied sich von den Vorjahresmodellen nur in minimalen Details, allerdings wurde das Modellangebot reduziert (3 Ausführungen kurz mit Fisher-Karosserie; 7 Serien- und 18 Sonderkarosserien auf langem Radstand von Fleetwood sowie das Lang-Chassis).
Mit der Einführung der neuen Series 10/20/30-Modelle mit V8 zum Modelljahr 1935, die es auf kurzem, aber auch sehr langem Radstand (370,8 cm) gab, bauten alle V12-Modelle des Jahrgangs (Series 370-D) auf dem neuen langen Chassis mit dem Radstand von 370,8 cm auf. Angeboten wurden in dieser Baureihe nunmehr ausschließlich Fleetwood-Karosserien (identisch mit den Karosserien, die Fleetwood für die V8- und die V-16-Reihen lieferte); zur Wahl standen 52 verschiedene Karosserien in neuer Formgebung mit bauchigen, vom Karosseriekörper abgesetzten Vorderkotflügeln und nach hinten geneigtem Kühlergrill sowie schräg gestellter, in den meisten Fällen V-förmig zugespitzter Windschutzscheibe.
1936 wurde der Series 370 in Series 40 umbenannt. In 4 Jahren  entstanden insgesamt rund 9000 Stück.
| Daten Cadillac Series 370 (1931–1934) | Daten Cadillac Series 370 (1931–1934) | Daten Cadillac Series 370 (1931–1934) | Daten Cadillac Series 370 (1931–1934) | Daten Cadillac Series 370 (1931–1934) | Daten Cadillac Series 370 (1931–1934) | Daten Cadillac Series 370 (1931–1934) | Daten Cadillac Series 370 (1931–1934) |
| Modelljahr                            | Hubraum (cm³)                         | Leistung (PS)                         | Radstand (cm)                         | Länge (cm)                            | Leergewicht (kg)                      | Preis (US-$)                          | Stückzahl                             |
| ------------------------------------- | ------------------------------------- | ------------------------------------- | ------------------------------------- | ------------------------------------- | ------------------------------------- | ------------------------------------- | ------------------------------------- |
| 1931                                  | 6032                                  | 135                                   | 355,6–386,1                           | 533–559                               | 2270–2501                             | 3795–4895                             | 5733                                  |
| 1932                                  | 6032                                  | 135                                   | 340,4–396,2                           | 526–541                               | 2177–2528                             | 3495–4995                             | 1740                                  |
| 1933                                  | 6032                                  | 135                                   | 340,4–396,2                           | 526–541                               | 2177–2528                             | 3395–4845                             | 953                                   |
| 1934                                  | 6032                                  | 135                                   | 370,8                                 | 578                                   | 2485–2736                             | 3995–6295                             | 1098 (inkl. Series 40/1935)           |